# 小行星237187
小行星237187（237187 Zhonglihe），臨時編號2008 UA212，是一顆位於小行星帶的小行星。於2008年10月23日由台灣鹿林天文台發現。
該小行星以已故台灣知名客家作家鍾理和命名。

## 命名精神
- 國立中央大學代理校長李誠：「小行星以「鍾理和」為名，主要是因鍾理和當年探尋原鄉的過程，精神就像天文家致力追尋新的天文知識，探尋太陽系的起源一般。」
- 台灣文學館館長李瑞騰：「鍾理和小行星的命名，代表人文與科技的結合，做為以研究、典藏、推廣台灣文學為目標的台灣文學館，能參與辦理這項活動，他有一種撿到寶的感覺，非常高興。」

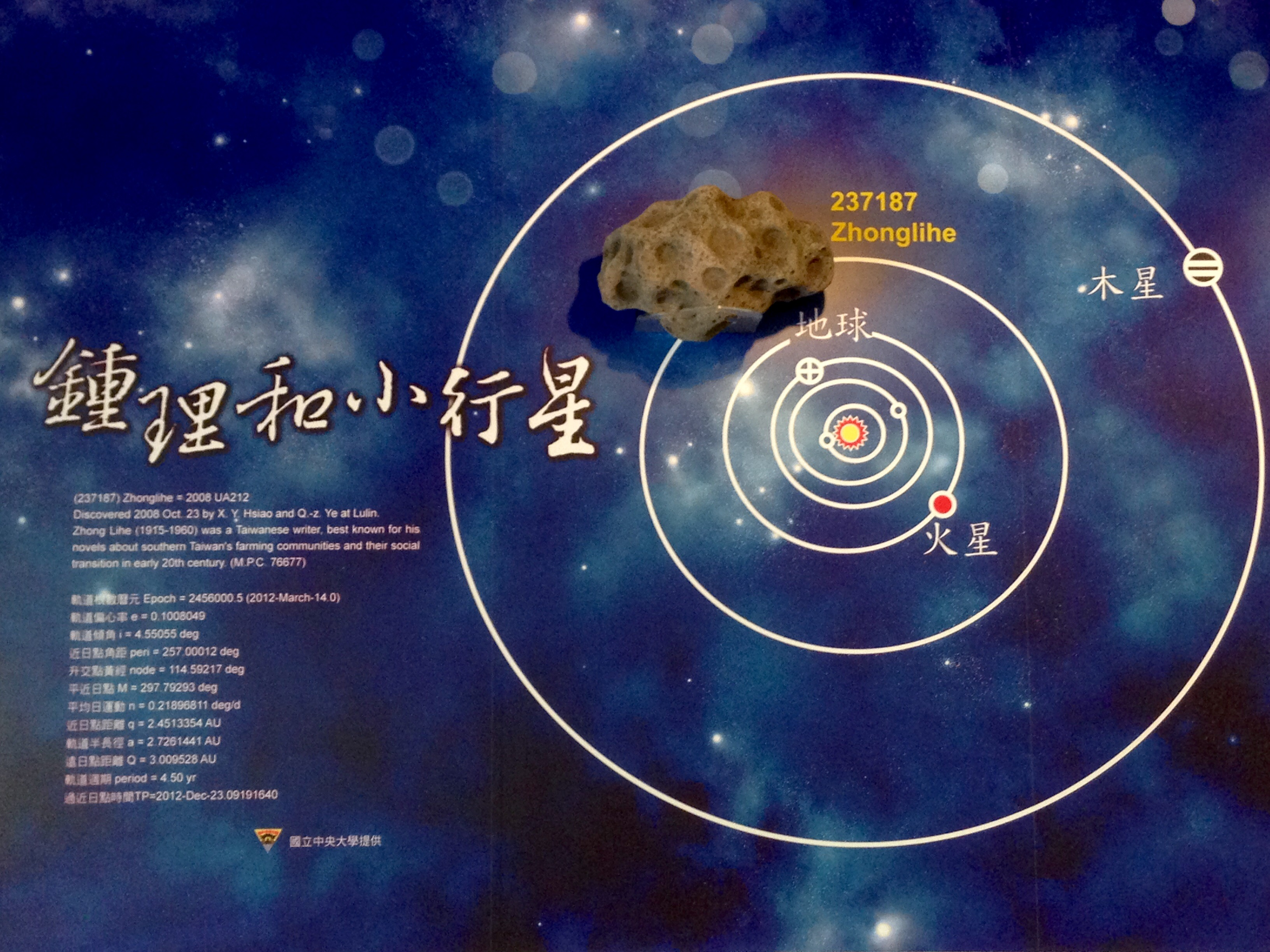
鍾理和小行星意示圖，攝於高雄市美濃區鐘理和紀念館。

## 外部連結
- 搜尋小行星  《人間福報》，2012年7月12日

| 前一小行星： 小行星237186 | 小行星列表 | 後一小行星： 小行星237188 |